# Ortenau-Bühler Vorberge
Die Ortenau-Bühler Vorberge sind die naturräumliche Haupteinheit Nr. 212 in der Großlandschaft Oberrheinische Tiefebene im Südwestdeutschen Stufenland gemäß der Systematik des Handbuchs der naturräumlichen Gliederung Deutschlands.

## Lage
Der Naturraum umfasst die westliche Vorbergzone des Nordschwarzwaldes. Er zieht sich als schmales Band von Offenburg im Süden bis Wolfartsweier im Norden. Nach Osten grenzt er an die Haupteinheiten Schwarzwald-Randplatten (Haupteinheit Nr. 150) und Nördlicher Talschwarzwald (Nr. 151), im Westen an die Hardtebenen (Nr. 223) und die Offenburger Rheinebene (Nr. 210).

### Ortschaften im Naturraum
Folgende Städte und größere Ortschaften (von Norden nach Süden) liegen mit ihrem Ortszentrum im Naturraum:
- Karlsruhe: Stadtteil Wolfartsweier
- Ettlingen: Stadtteile Ettlingenweier und Oberweier
- Malsch: Ortsteile Sulzbach und Waldprechtsweier
- Gaggenau: Stadtteil Oberweier
- Bischweier
- Kuppenheim: Stadtteil Oberndorf
- Baden-Baden: Stadtteile Haueneberstein, Neuweier, Steinbach, Varnhalt und Weststadt
- Sinzheim: Ortsteile Winden und Vormberg
- Bühl: Stadtteile Altschweier, Eisental und Kappelwindeck
- Lauf
- Sasbach
- Sasbachwalden
- Oberkirch
- Offenburg: Stadtteile Zell-Weierbach, Rammersweier und Fessenbach
- Ortenberg

## Beschreibung
Der Naturraum umfasst die von Löss und Lösslehm überdeckten westlichen Vorberge des Nordschwarzwaldes. Er wird durch die Täler der Schwarzwaldflüsse Alb, Murg, Oos, Bühlot, Acher und Rench gegliedert und reicht im Süden bis an das Kinzigtal. Die Landschaft wird intensiv genutzt und ist überwiegend von Wein- und Obstbau geprägt. Sie ist vergleichsweise dicht besiedelt, wobei sich die größeren Siedlungskerne auf die Tallagen der genannten Flüsse konzentrieren.

## Naturräumliche Gliederung
Der Naturraum Ortenau-Bühler Vorberge gliedert sich wie folgt:
- 212 Ortenau-Bühler Vorberge
  - 212.0 Oos-Vorberge
    - 212.01 Bühler Vorberge

  - 212.1 Nördliche Ortenauer Vorberge
  - 212.2 Kinzig-Talweitung

## Schutzgebiete
Im Naturraum gibt es, bedingt durch die intensive Landnutzung und die vergleichsweise dichte Besiedlung, nur wenige Naturschutzgebiete: das Naturschutzgebiet Glasbächle, Krebsbächle und Farlickwiesen bei Malsch, das Naturschutzgebiet Markbach und Jagdhäuser Wald bei Baden-Baden und der Talebuckel bei Rammertweier.
Die größten FFH-Gebiete im Naturraum sind die Wälder und Wiesen bei Malsch und die Wälder und Wiesen um Baden-Baden, weitere FFH-Gebiete liegen mit kleineren Teilgebieten in der Vorbergzone, haben ihren Schwerpunkt aber in benachbarten Naturräumen. Vogelschutzgebiete sind keine vorhanden. Der überwiegende Teil des Naturraums gehört jedoch zum Naturpark Schwarzwald Mitte/Nord.